# Station Kalembina
Station Kalembina is een spoorwegstation in de Poolse plaats Kalembina.